# 巨勢多益須
巨勢 多益須（こせ の たやす）は、飛鳥時代の貴族・漢詩人。名は太益須、多益首とも記される。官位は従四位上・大宰大弐。

## 経歴
朱鳥元年（686年）天武天皇の崩御直後に発生した大津皇子の謀反事件において、多益須は大舎人として大津皇子に従っていたことから連座して捕縛されるが、皇子の自殺後に大津皇子に欺かれていたとして罪を赦される。
持統天皇3年（689年）2月に刑部省に判事が置かれると、藤原不比等らとともにこれに任ぜられる。同年6月には施基皇子らと共に撰善言司となり、皇族や貴族の子弟の修養書である『善言』の編纂を行う。持統天皇7年（693年）直広肆（大宝令の位階制における従五位下相当）に叙せられている。
大宝令の制定を通じて従四位上に叙せられ、文武朝から元明朝にかけて式部卿・大宰大弐を歴任した。和銅3年（710年）6月2日卒去。享年48。最終官位は大宰大弐従四位上。
漢詩人として『懐風藻』に五言詩2首が採録されている。その経歴から当代随一の学理に精通した官人であったと推測される。

## 官歴
『六国史』による。
- 朱鳥元年（686年） 10月2日：見大舎人
- 時期不詳：務大肆
- 持統天皇3年（689年） 2月26日：判事。日付不詳：務大参。6月2日：撰善言司
- 持統天皇7年（693年） 6月4日：直広肆
- 時期不詳：従四位上
- 慶雲3年（706年） 7月11日：式部卿
- 和銅元年（708年） 3月13日：大宰大弐
- 和銅3年（710年） 6月2日：卒去